# Salice (Francia)
Salice (in corso: Salice) è un comune francese di 91 abitanti (1º gennaio 2017) situato nel dipartimento della Corsica del Sud nella regione della Corsica.

## Società

### Evoluzione demografica
Abitanti censiti